# La battaglia di Magenta
La battaglia di Magenta è un quadro del 1861 di Gerolamo Induno.
Il dipinto, che ritrae in modo vivido l'importante battaglia risorgimentale, venne infatti destinato a figurare tra le opere d'arte pittorica della Esposizione Nazionale Italiana inaugurata a Firenze il 15 settembre di quell'anno. L'opera venne premiata con la medaglia d'oro, ma il suo autore, insieme ad altri artisti vincitori, vi rinunciò per protesta contro il mancato riconoscimento di altri artisti meritevoli.
Oggi il dipinto è conservato al Museo del Risorgimento di Milano.

## Descrizione

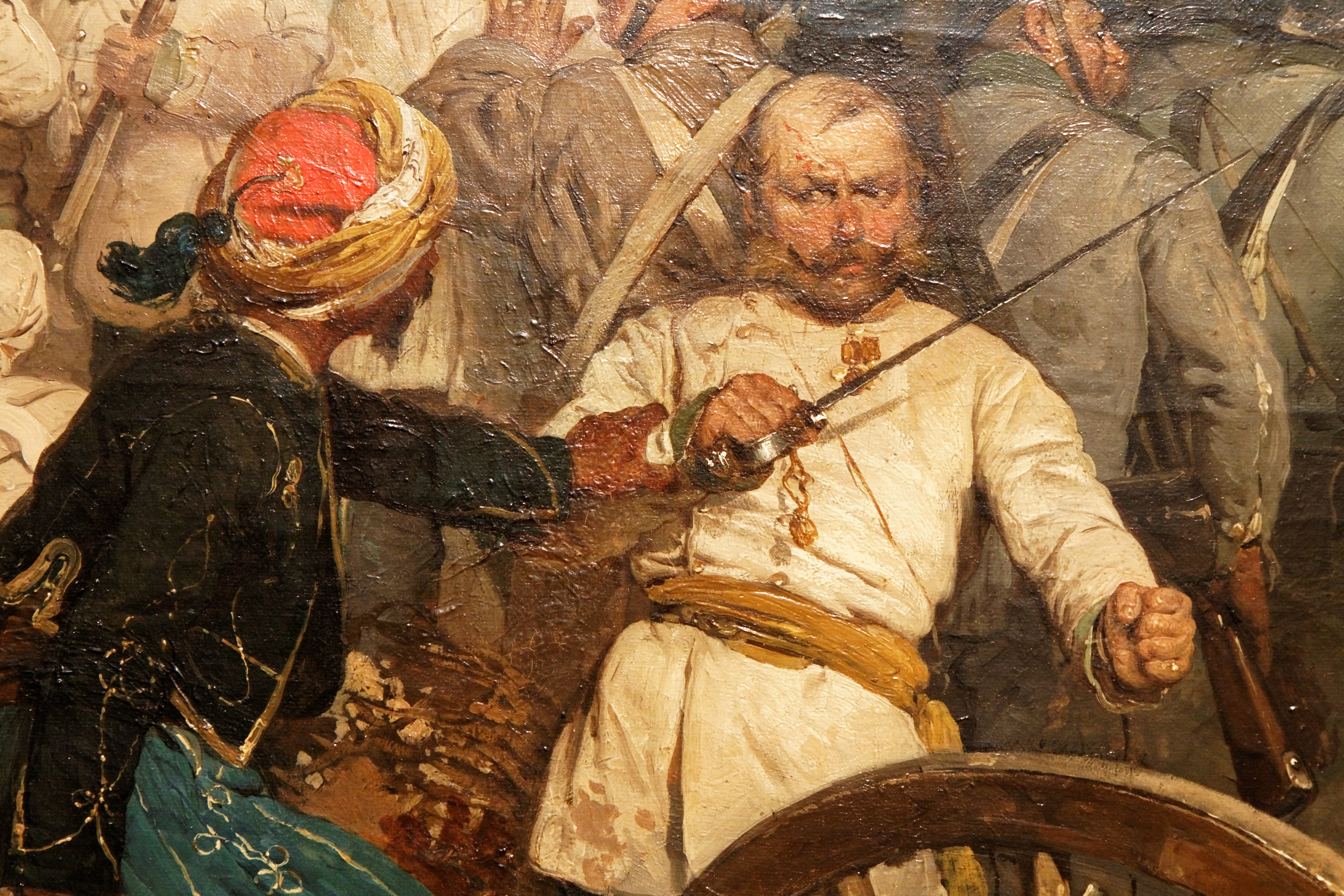
Particolare della scena di combattimento in primo piano tra uno zuavo algerino e un cacciatore austriaco

A differenza di altri pittori delle battaglie risorgimentali, Induno presenta una scena tratta dal combattimento della Battaglia di Magenta negli ultimi attimi bellici, celebrando la vittoria dei franco-piemontesi sugli austriaci nella prima grande battaglia che condurrà alcuni giorni dopo il suo svolgimento alla liberazione di Milano. Il realismo del campo di battaglia e degli "eroi comuni" era dato dal fatto che l'Induno fu veramente presente alla maggior parte delle battaglie del risorgimento italiano come altri pittori del suo tempo, e si distinse in particolare in Crimea nel 1855.
La composizione riporta al centro gli austriaci con le giubbe bianche nel tentativo di sferrare gli ultimi disperati attacchi ai franco-piemontesi schierati ai lati della rappresentazione. La scena si svolge in periferia della città di Magenta nei pressi della stazione ferroviaria dove effettivamente si svolsero gli scontri principali della battaglia.

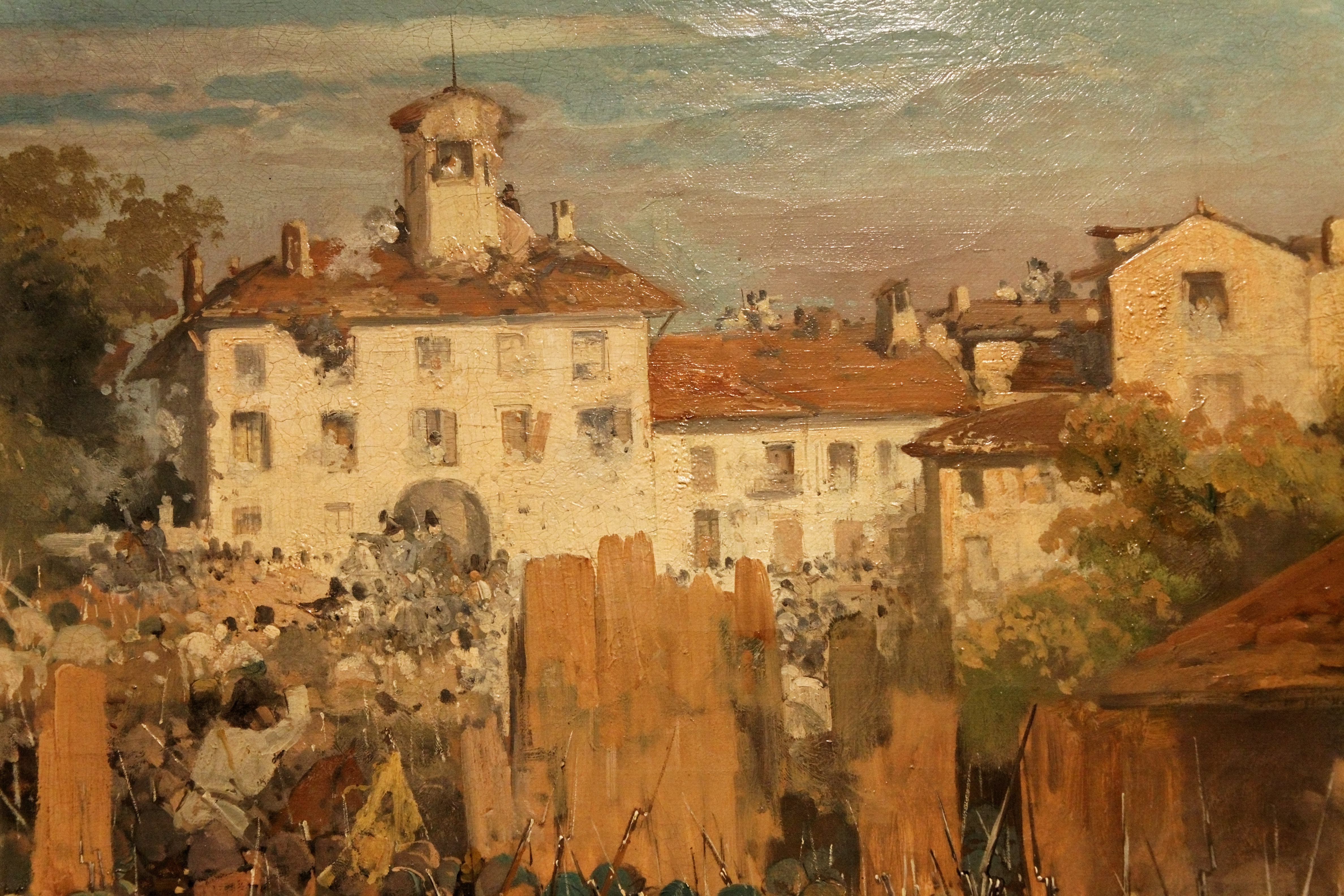
Casa Giacobbe, sullo sfondo del quadro

La scena centrale è rappresentata dallo scontro corpo a corpo tra un turco ed un soldato austriaco in primo piano, nei pressi di un cannone, mentre sulla destra l'imperatore francese Napoleone III cavallo in veste di generale incita i suoi uomini a proseguire la battaglia. Sullo sfondo si vede la conformazione della città di Magenta all'epoca con alcuni monumenti tipici come Casa Giacobbe (al centro con la torretta) ed il campanile della scomparsa chiesa parrocchiale di San Martino (a destra).
La scena del dipinto è stata ripresa anche per la realizzazione di un francobollo commemorativo della Repubblica Italiana per la celebrazione dei 100 anni della Seconda guerra d'indipendenza nel 1859.